# بیکووو
بیکووو (به صربی: Bikovo) یک منطقهٔ مسکونی در صربستان است که در Subotica Municipality واقع شده‌است. بیکووو ۱٬۸۲۴ نفر جمعیت دارد.